# Eunocoidismo
El eunocoidismo (palabra derivada de eunuco) es un estado intersexual provocado por una insuficiencia de la función testicular; en este sentido, se trata de un hipogonadismo secundario asociado a infertilidad y azoospermia, y que viene determinado por una disminución de las hormonas gonadotrópicas (FSH y LH) y por unos niveles bajos de testosterona con un estatus de GnRF (factor hipotalámico liberador de gonadotropinas) normal.
Los individuos característicos presentan aumento anormal de tejido adiposo en las zonas mamaria, gástrica y glútea; tendencia a la desaparición del vello corporal y diversos cambios en la voz.
El tipo más frecuente es causado por trastornos en el hipotálamo, a consecuencia el organismo desarrolla una forma femenina con acúmulos de grasa en las caderas, encima de las nalgas y el pecho. Los genitales externos se hacen órganos más pequeños, pero el desarrollo psíquico sigue normalmente. A menudo el trastorno se elimina mediante la terapéutica hormonal.